# هیندرکلی
هیندرکلی (به انگلیسی: Hinderclay) یک روستا و محله مدنی در بریتانیا است که در Mid Suffolk واقع شده‌است. هیندرکلی ۳۴۰ نفر جمعیت دارد.